# Taxenne
Taxenne település Franciaországban, Jura megyében. Lakosainak száma 125 fő (2022. január 1.). Taxenne Vitreux, Gendrey, Ougney, Romain és Rouffange községekkel határos.

## Népesség
A település népessége az elmúlt években az alábbi módon változott:
| Lakosok száma | 67   | 70   | 97   | 95   | 95   | 100  | 109  | 118  | 121  | 125  |
|               | 1968 | 1982 | 1990 | 2006 | 2013 | 2015 | 2017 | 2019 | 2020 | 2022 |